# Historia del ferrocarril en Asturias

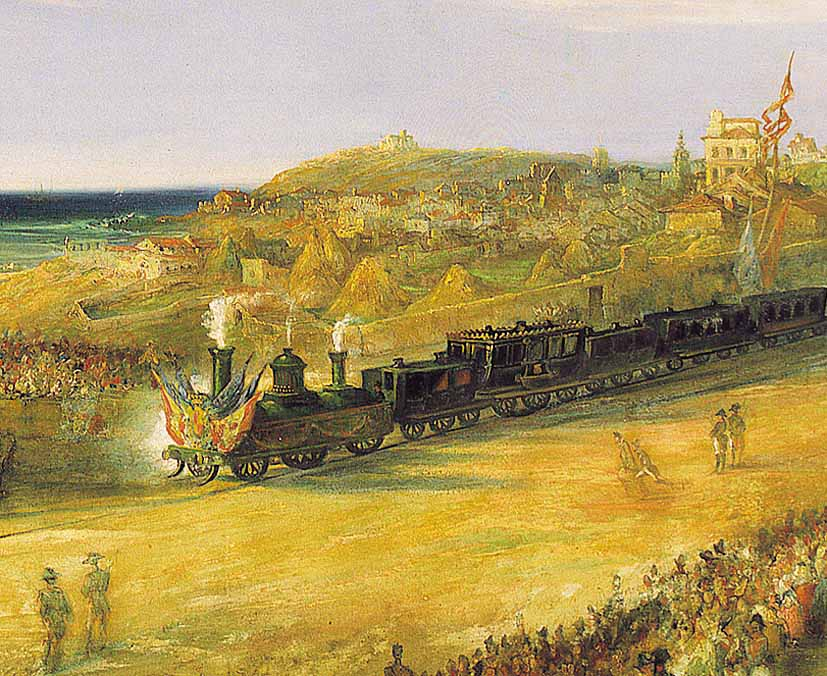
Inauguración del Ferrocarril a Langreo, Pérez Villaamil, 1852

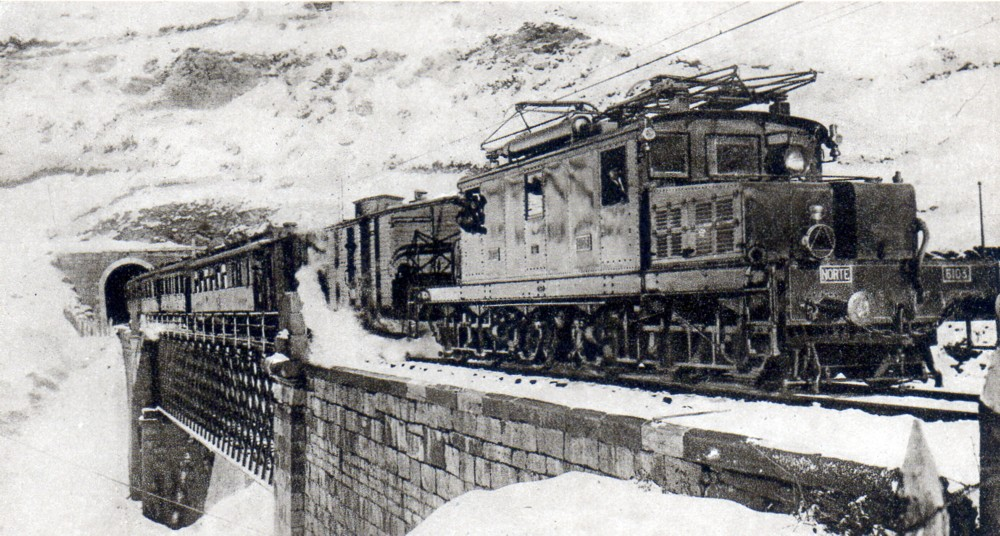
Convoy de Norte subiendo la Rampa de Pajares sobre 1930

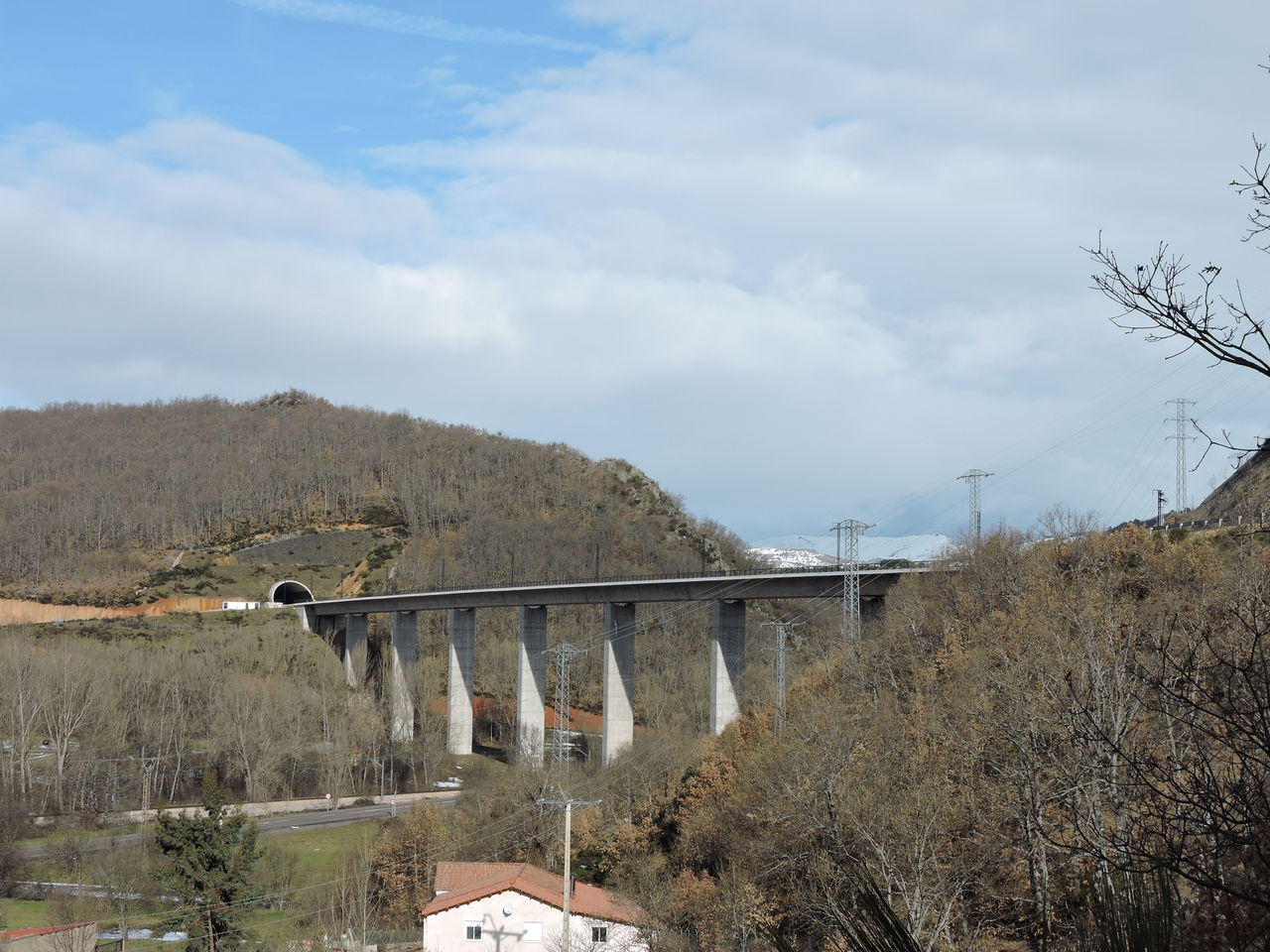
Viaducto de Huergas, de la Variante de Pajares, LAV León-Asturias

La historia del ferrocarril en Asturias, región al norte de España, comienza a mediados del siglo XIX con la construcción del Ferrocarril de Langreo y prosigue en la actualidad con proyectos como la Variante de Pajares.
Sobre 1836 se construye en la mina de Arnao un primitivo sistema de rieles y traviesas donde circulaban vagonetas mediante tracción de sangre, lo que se podría considerar el primer medio de transporte de este tipo incluso a nivel nacional.

## Origen y expansión inicial

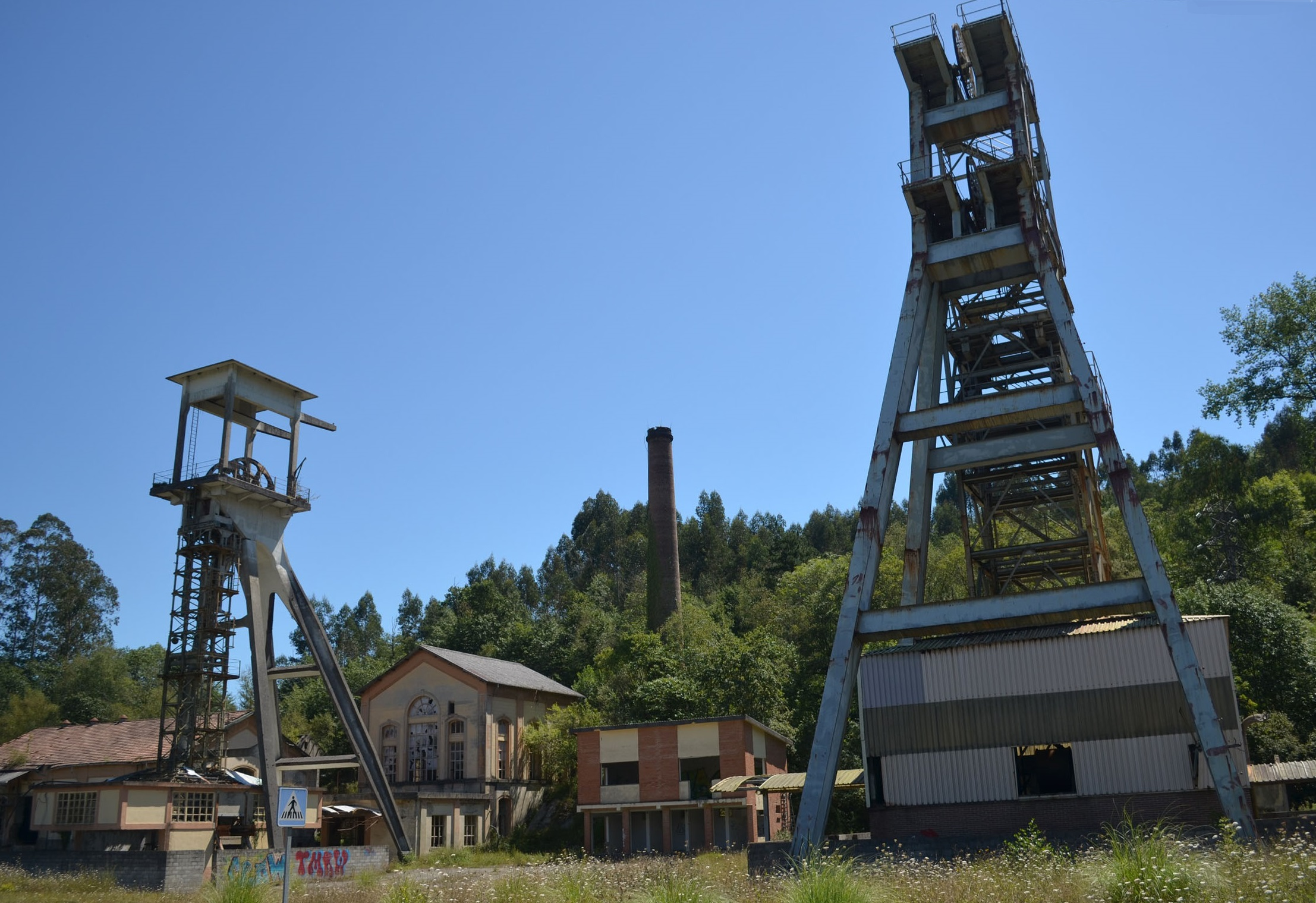
La minería asturiana fue el principal impulsor del ferrocarril en la región. Minas de Lieres (Siero).

Los ferrocarriles en Asturias se originan primeramente por una razón industrial, especialmente destinados a la extracción de carbón en las Cuencas Mineras y su traslado a los núcleos urbanos, puertos y resto de España. Así aparecen, por ejemplo, el ferrocarril de Langreo. El Ferrocarril de Langreo (1856) tendría prácticamente todo el monopolio de extracción hullera en la región, lo que haría que se plantearan proyectos como el Ferrocarril de San Martín a El Musel como línea alternativa. En 1874 la inauguración del tramo Gijón-Pola de Lena permitiría romper el monopolio mediante la extracción de carbón por parte de la Fábrica de Mieres. Sin embargo, la compañía dominante seguía siendo el Ferrocarril de Langreo, que mediante un sistema de drops descargaba carbón directamente a los barcos en el puerto de Gijón. También se originan ferrocarriles destinados al transporte de pasajeros como la línea León-Gijón y la línea Oviedo-Infiesto, de la Compañía de los Ferrocarriles Económicos de Asturias, que sería la primera específicamente destinada a viajeros. Se trasportarían otras mercancías como las conservas.
A partir de la década de 1880 y en especial la de 1890 los ferrocarriles que se construirían serían distintos ramales proyectados por las grandes compañías ferroviarias y mineras para alcanzar el mayor número posible de minas e industrias e intentar liderar el monopolio de extracción en esa región.Duro Felguera, por ejemplo, abrió 6 ramales de pequeño trazado únicamente en 1896. El desarrollo del ferrocarril se vio incrementado con la extracción, consumo e importación de carbón. Así por ejemplo, en 1896, de 1.110.560 toneladas de carbón producidas, se consumen en Asturias 422.322 toneladas, se embarcan en el puerto de Gijón 413.288 t y 270.000 t son llevadas al resto del país o consumidas por Norte, empresa propietaria de la línea León-Gijón, única salida ferroviaria de la provincia al exterior. En 1899 se producen 1.560.00 toneladas de carbón, un incremento de 449.440 toneladas respecto a 1896. La mayoría de ese carbón era exportado mediante los puertos de Avilés y especialmente de Gijón.

### Líneas y compañías implicadas
Listado de líneas y sus respectivas compañías en el momento de su inauguración.
| Compañía                                                             | Línea                                                | Ancho de vía     | Principio                      | Fin                                     | Inauguración             | Inauguración completa | Usos                           | En servicio     |
| -------------------------------------------------------------------- | ---------------------------------------------------- | ---------------- | ------------------------------ | --------------------------------------- | ------------------------ | --------------------- | ------------------------------ | --------------- |
| Ferrocarril de Langreo                                               | Línea Gijón-Langreo-Laviana                          | Internacional    | Gijón                          | Langreo-Pola de Laviana (1884)          | 25 de agosto de 1852     | 12 de julio de 1856   | Minero, mercancías y pasajeros | Si              |
| RCAM                                                                 | Ferrocarril de El Espartal                           | Estrecha (0'8m)  | Mina de Arnao                  | San Juan de Nieva                       | 1855                     |                       | Minero privado                 | No              |
| Nordeste, AGL y Norte                                                | Ferrocarril de León a Gijón                          | Ibérico          | Pola de Lena (1874)-León(1884) | Gijón                                   | julio de 1874            | 15 de agosto de 1884  | Pasajeros y mercancías         | Si              |
| AGL                                                                  | Ferrocarril Oviedo-Trubia                            | Ibérico          | Oviedo                         | Trubia                                  | 30 de abril de 1883      |                       | Industrial                     | Si              |
| Compañía de Minas y Fundiciones de Santander y Quirós                | Ferrocarril de Trubia a Quirós y Teverga             | Estrecha (0'75m) | Trubia                         | Teverga                                 | 1884                     |                       | Privado minero                 | Cerrada en 1967 |
| Norte                                                                | Línea Villabona-San Juan de Nieva                    | Ibérico          | Villabona                      | Avilés (1890), San Juan de Nieva (1894) | 1894                     |                       | Pasajeros y mercancías         | Si              |
| Compañía de los Ferrocarriles Económicos de Asturias                 | Ferrocarril de Oviedo a Infiesto y Llanes            | Métrico          | Oviedo                         | Infiesto-Llanes (1905)                  | 1891                     |                       | Pasajeros                      | Si              |
| Compañía de los Ferro-Carriles San Martín a Lieres, Gijón y El Musel | Ferrocarril de San Martín a Lieres, Gijón y El Musel | Métrico          | San Martín del Rey Aurelio     | El Musel                                | No realizado             |                       | Minero e industrial            |                 |
| Sociedad General de Ferrocarriles Vasco Asturiana                    | Ferrocarril de San Esteban de Pravia a Oviedo        | Métrico          | Oviedo                         | San Esteban de Pravia                   | 2 de agosto de 1904      |                       | Minero y pasajeros             | Si              |
| Sociedad General de Ferrocarriles Vasco Asturiana                    | Línea de Trubia a Ujo y Collanzo                     | Métrico          | Trubia                         | Ujo-Collanzo (1935)                     | 1906                     |                       | Minero y pasajeros             | Si              |
| Sociedad General de Ferrocarriles Vasco Asturiana                    | Línea de Oviedo a Fuso de la Reina                   | Métrico          | Oviedo                         | Fuso de la Reina                        | 2 de agosto de 1904      |                       | Minero y pasajeros             | Cerrada en 1999 |
| Ferrocarril de Carreño, S.A                                          | Ferrocarril de Carreño                               | Métrico          | Candás-Avilés (1922)           | Aboño-Gijón (1968)                      | 1908                     |                       | Minero y pasajeros             | Si              |
| RENFE                                                                | Ferrocarril de Pravia a Villablino                   | Métrico          | Pravia                         | Villablino                              | No realizado             |                       | Industrial                     |                 |
| RENFE                                                                | Ferrocarril de La Camocha                            | Ibérico          | Mina La Camocha                | El Musel                                | 26 de agosto de 1949     |                       | Minero                         | Cerrada en 1986 |
| RENFE                                                                | Ferrocarril de Tudela-Veguin a Lugo de Llanera       | Ibérico          | Tudela-Veguin                  | Lugo de Llanera                         | 16 de septiembre de 1957 |                       | Minero e industrial            | No              |
| FEVE                                                                 | Ferrocarril de Ferrol a Gijón                        | Métrico          | Ferrol                         | Gijón                                   | 6 de septiembre de 1972  |                       | Industrial y pasajeos          | Si              |
| Ensidesa y Uninsa                                                    | Ferrocarril de El Valle                              | Ibérico          | ENSIDESA, Aviés                | UNINSA, Gijón                           | 9 de junio de 1973       |                       | Industrial                     | Si              |
| Adif                                                                 | Línea de alta velocidad León-Asturias                | Ibérico/estándar | León                           | Pola de Lena                            | mayo de 2023             |                       | Pasajeros                      | En construcción |

## Origen de las actuales líneas de ancho métrico

### Ferrocarril de Langreo, 1852

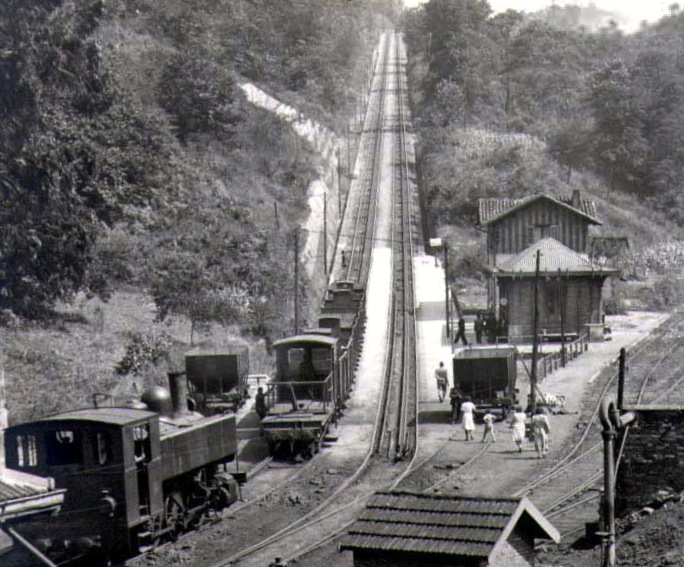
Plano inclinado de San Pedro, sustituido en 1963 por un túnel

El título de primer ferrocarril asturiano —y cuarto peninsular— se le da indiscutiblemente al Ferrocarril de Langreo, línea entre el enclave minero de Langreo y la ciudad portuaria e industrial de Gijón. El 19 de abril de 1847, mediante Real cédula, se concede la construcción de un ferrocarril desde Sama de Langreo hasta Gijón y Villaviciosa con ramales a Avilés, Oviedo y Mieres. Esta línea sería inaugurada por la reina María Cristina el 25 de agosto de 1852 en su tramo Gijón-Pinzales. No sería hasta el 12 de julio de 1856 cuando la línea sea inaugurada en su totalidad. El trazado sería modificado a posterior o bien sustituyendo las por entonces innovadoras obras de ingeniería que presentaba tales como el plano inclinado de San Pedro o bien expandiendo la línea en diferentes puntos (hasta Pola de Laviana en 1884 y hasta el puerto de El Musel en 1907).
La compañía concesionada sería la Compañía del Ferrocarril de Langreo, fundada con capital asturiano y madrileño. La línea sería proyectada en ancho internacional (1433 mm) por el ingeniero y posterior político José Elduayen Gorriti. Esta peculiaridad sería eliminada en 1983 con la remodelación de la línea en ancho métrico, propio de FEVE, que había absorbido la compañía en 1972.
La línea transportaría carbón principalmente aunque también pasajeros y mercancías. En la actualidad, es operada por Renfe Cercanías AM mediante la línea Gijón-Pola de Laviana.

### Ferrocarril de El Espartal, 1855

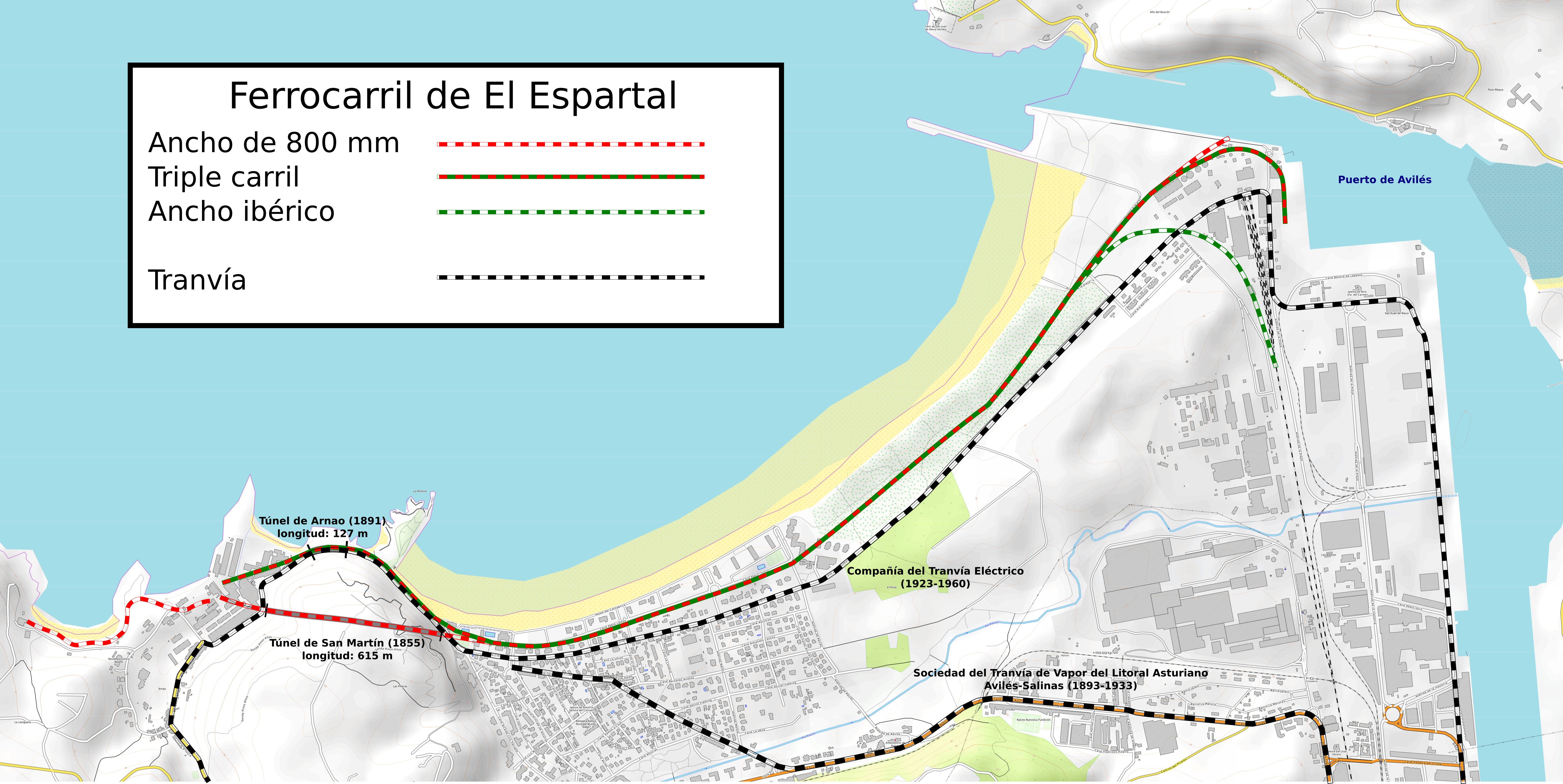
Mapa del ferrocarril de El Espartal

El ferrocarril de El Espartal fue un ferrocarril de carácter minero y con una vía estrecha (800 mm) destinado a la Mina de Arnao. Primeramente de tracción animal, en 1880 la compañía adquiere la locomotora Eleonore, de vapor y única en España con tal ancho de vía. Con la llegada del ferrocarril de vía ancha a San Juan de Nieva en 1884, la línea adquiere un tercer carril en ancho ibérico.

### Ferrocarril Trubia-Oviedo, 1883

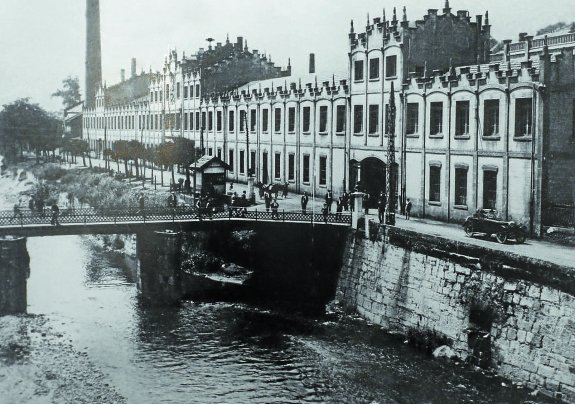
Fábrica de armas de Trubia

En 1794 se empieza a construir la fábrica de armas de Trubia, importante factoría armamentística que sería modernizada a partir de 1844 por el general Elorza, que echaría en falta una conexión ferroviaria con Oviedo y resto de Asturias. Aparte, en las regiones circundantes de Quirós y Teverga había cierta actividad minera, que dependía de transporte carretero para poder tener salida. En 1877 se publica en el BOE la subasta de la concesión de dicha línea, figurando su finalización en Pravia. El trazado fue disminuido finalmente a Trubia en 1879. La concesión de construcción y gestión la ganaría la Compañía de los Ferrocarriles de Asturias, Galicia y León y comenzaría las obras. El trazado era, desde la estación de Oviedo —abierta en 1874 y donde llegaría el ferrocarril de León en 1884— hasta las inmediaciones de la fábrica de armas de Trubia. La línea, de ancho ibérico, abriría el 30 de abril de 1883, pasando dos años más tarde a manos de la compañía Norte y en 1941 a RENFE, que en 1955 la electrificaría. En 1999 la línea es renovada íntegramente puesto que se convierte al ancho métrico, permitiendo una conexión con la línea San Esteban de Pravia-Oviedo.
La línea actualmente es operada por las líneas Ferrol-Oviedo, Oviedo-San Esteban y Trubia-Oviedo de Renfe Cercanías AM.

### Ferrocarril minero de Trubia a Quirós y Teverga, 1884-1963
Esta peculiar línea de vía estrecha (0,75 m) se inaugura en 1884 y conectaba las minas de Quirós y Teverga con Trubia. El trazado seguía el discurso del río Trubia y del río Teverga, haciendo falta 12 túneles y 7 viaductos para poder completar los 30 km de recorrido, que incluía cuevas cerradas, lo que explica dicho ancho de vía. En 1892 el Gobierno niega a la Fábrica de Mieres, propietaria de la infraestructura, el uso como línea de pasajeros, siendo un ferrocarril exclusivamente minero e industrial. La línea fue clausurada el 15 de octubre de 1963 al no poder hacerle frente al transporte por carretera. En 1996 parte de su recorrido se adaptó como la vía verde «Senda del oso», de interés cicloturístico.

### Ferrocarril económico de Oviedo a Infiesto y Llanes, 1891
En 1887 se funda la Compañía de los Ferrocarriles Económicos de Asturias cuyo objetivo será construir un ferrocarril destinado a pasajeros entre Oviedo y el oriente de Asturias. En 1891 abre un primer tramo entre Oviedo e Infiesto. En 1903 llega a Arriondas y finalmente en 1905 a Llanes. En Llanes se uniría al ferrocarril del Cantábrico y en Santander al Ferrocarril Santander-Bilbao. La línea sería absorbida en 1972 por FEVE y actualmente es operada por la línea C-6 desde Oviedo hasta Infiesto e íntegramente por la línea R-2 Oviedo-Bilbao, ambas de Renfe Cercanías AM.

### Líneas surgidas por el Ferrocarril Vasco Asturiano

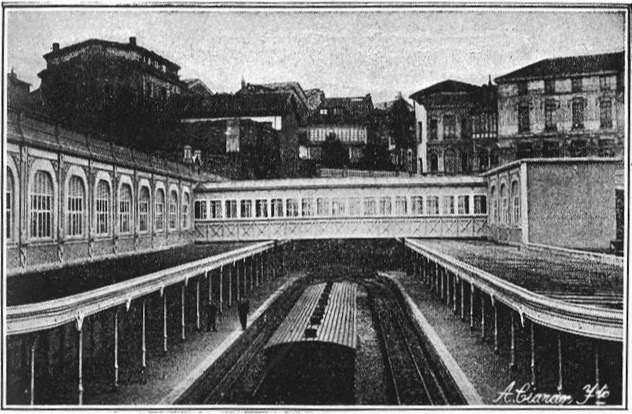
Estación del Vasco (1906), ejemplo de arquitectura modernista polémicamente demolida en 1989.

La Sociedad General de Ferrocarriles Vasco Asturiana se constituiría en 1889 con el objetivo de exportar el carbón de la cuenca del Nalón mediante el puerto de San Esteban de Pravia gracias a un ferrocarril que, a su vez, presentara un ramal hacia Oviedo.

#### Ferrocarril de San Esteban de Pravia a Oviedo, 1904
El 2 de agosto de 1904 la Sociedad General de Ferrocarriles Vasco Asturiana inaugura una línea de ferrocarril en ancho métrico entre el puerto de San Esteban de Pravia y una estación provisional más tarde trasladada a la estación del Vasco (1906-1989) en Oviedo. En 1999, tras haber sido adquirida por FEVE en 1972, se suprime el acceso a Oviedo por la línea de Oviedo a Fuso de la Reina y la línea Oviedo-Trubia se reconvierte a ancho métrico, permitiendo enlazar ambas líneas.
Actualmente el ferrocarril es operado por la línea Ferrol-Oviedo y por la línea línea C-7 Oviedo-San Esteban de Pravia de Renfe Cercanías AM.

#### Línea de Trubia a Ujo y Collanzo, 1906

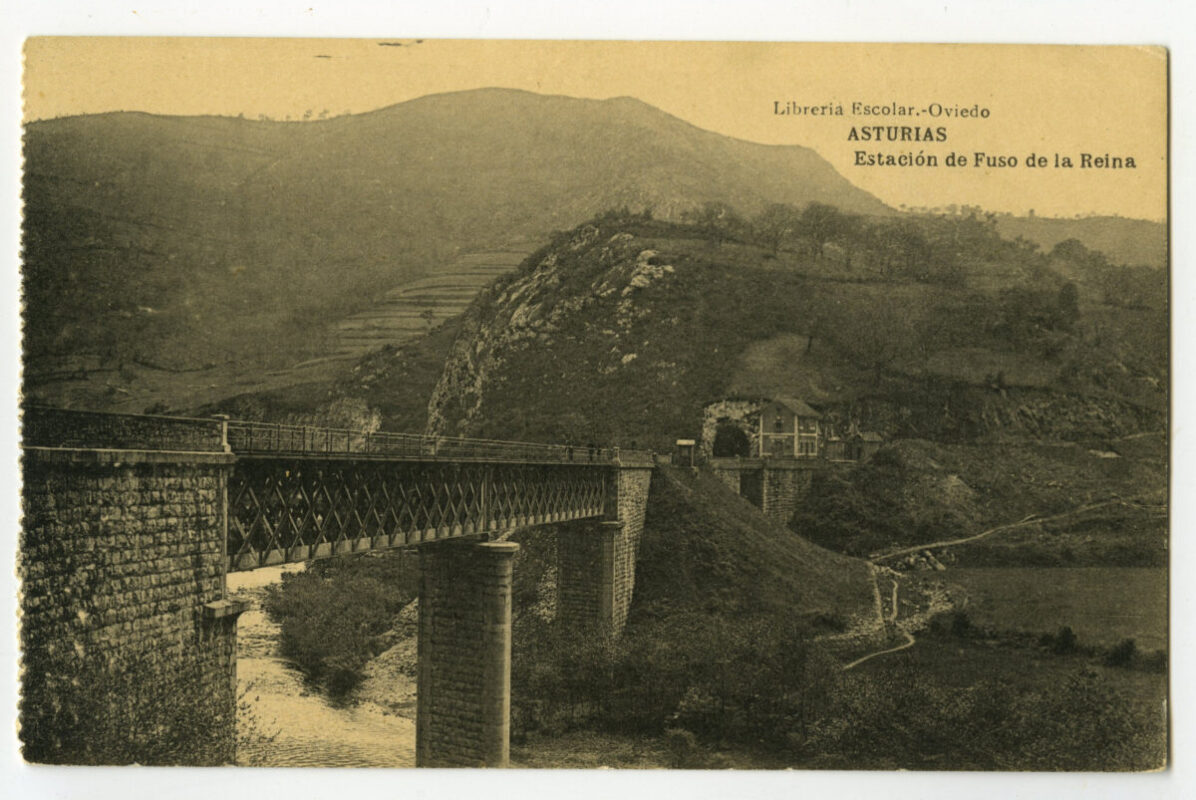
Puente del Forno con la estación de Fuso de la Reina al fondo, lugar de empalme con la línea Trubia-Ujo-Collanzo.

El ferrocarril de Trubia-Mieres-Ujo fue concesionado a la Sociedad General de Ferrocarriles Vasco Asturiana en 1901, inaugurándose por tramos entre 1906 y 1908. La línea Ujo-Collanzo fue concesionada en 1929 con el objetivo de alcanzar la meseta en una segunda conexión ferroviaria por la Cordillera, intentado empalmarse con el ferrocarril de La Robla. Este tramo se inauguró en 1935, sin construirse nunca la conexión ferroviaria. La línea fue explotada por su concesionaria, habiendo un gran tráfico de carbón, puesto que en Trubia el ferrocarril se conectaba con la línea de San Esteban de Pravia a Trubia. También tenía un considerable número de viajeros debido a la línea de Oviedo a Fuso de la Reina. En 1972 la empresa y la línea fueron absorbidas por FEVE.
La línea es recorrida por la C-8 de Renfe Cercanías AM, aunque solo la mitad de la misma, desde Collanzo hasta Baiña, estando, desde 2009, el tramo hasta Trubia abandonado.

#### Línea de Oviedo a Fuso de la Reina, 1904-1999
Esta línea fue un ramal inaugurado en 1904 por el Ferrocarril Vasco Asturiano que formaba parte de la línea de San Esteban de Pravia a Oviedo, y a partir de 1906, acceso desde Oviedo a la línea Trubia-Ujo-Collanzo. Discurría unos 11 km desde la estación del Vasco, en el centro de Oviedo, hasta empalmarse con la línea Trubia-Collanzo. Se inauguró en agosto de 1904 y se clausuró en 1999. Actualmente es una vía verde.

### Ferrocarril de Carreño, 1908
La compañía Minas de Hierro y Ferrocarril del Carreño fue fundada en 1890 con el objetivo de extraer y transportar mineral de hierro de Regueral, Piedeloro y Coyanca hasta el enlace de Aboño, donde se uniría al trazado del Ferrocarril de Langreo que alcanza el puerto de El Musel. De esta manera, el 31 de diciembre de 1900 la compañía recibe la concesión de una línea de ancho métrico entre Candás y Aboño así como los ramales pertinentes de acceso a las minas. Recibiría un importante impulso económico del Crédito Industrial Gijonés. En 1902 comienzan las obras y para 1907 se finalizan el grueso de ellas. Se inaugura en 1908 el tramo de 6.250 metros entre Aboño y Candás y en 1917 la línea se electrifica. El 3 de agosto de 1922 se inaugura un nuevo tramo entre Candás y Avilés y en 1946 se propone alargar la línea hasta Gozón pasando por Luanco, proyecto que nunca fue realizado. El 12 de septiembre de 1956 la compañía inaugura el tramo de la línea Ferro-Gijón desde Avilés a Pravia, sin embargo, perdería la concesión en 1962 al inaugurase el tramo Luarca-Pravia. La construcción de la línea Ferrol-Gijón también permitiría a la compañía en 1968 alargar su recorrido hasta la estación de El Humedal, histórica cabecera del ferrocarril de Langreo. Antes, desde el 20 de junio de 1917, los pasajeros se bajaban en El Musel y hacían un transbordo con los tranvías de Gijón. En 1974 la empresa se fusiona con FEVE.
Actualmente la línea es operada por Renfe Cercanías AM mediante la línea C-4, que conecta Gijón con Avilés, Pravia y Cudillero.

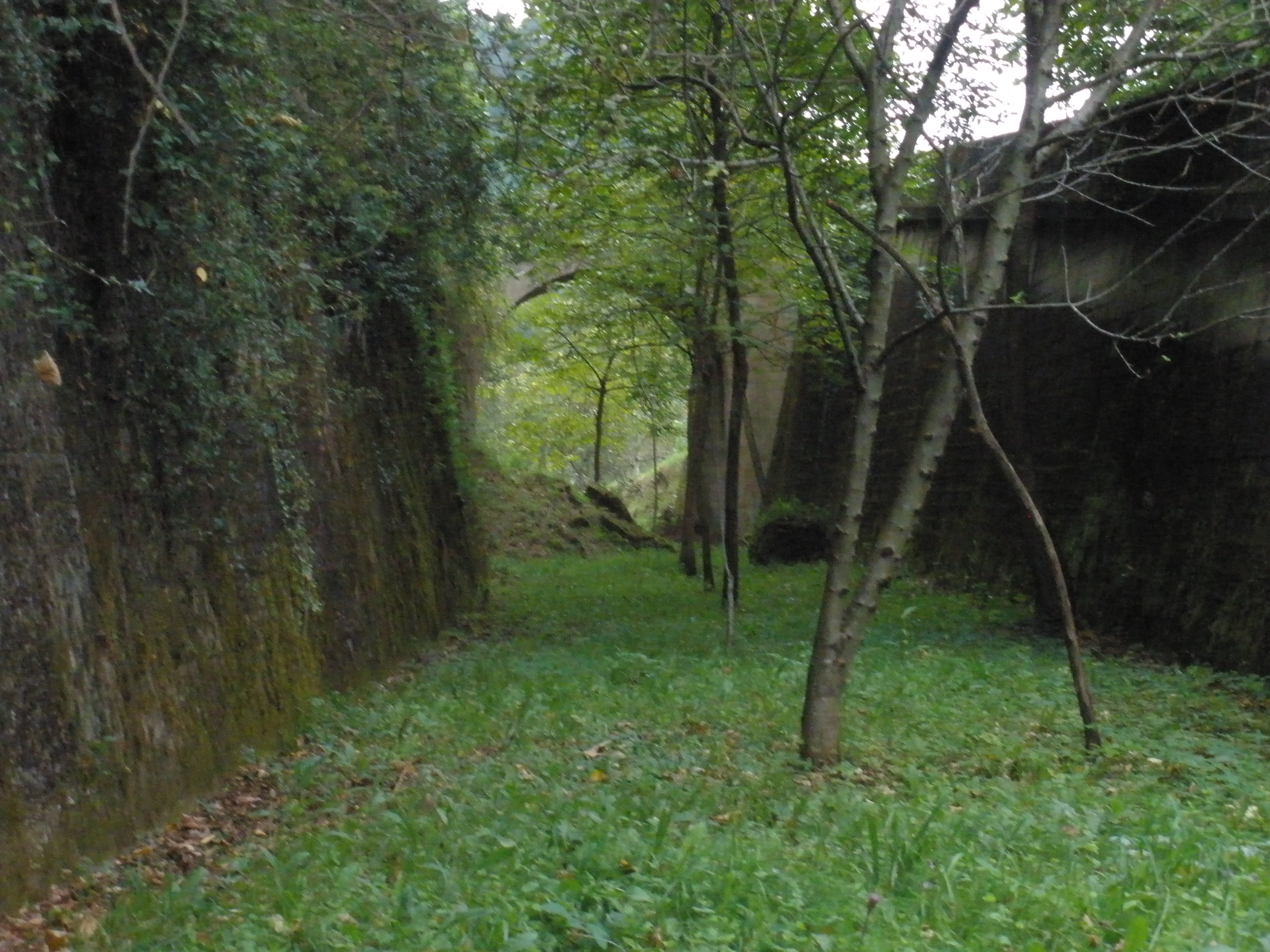
Sección abandonada del ferrocarril de Pravia a Villablino.

### Ferrocarril de Pravia a Cangas del Narcea y Villablino, 1943 (No realizado)
Este ferrocarril tenía como objetivo unir el puerto de Pravia con el carbón y recursos forestales de Villablino, noreste de la provincia de León. En 1900 se idea una línea desde San Esteban de Pravia hasta Cangas del Narcea siguiendo el recorrido del río Narcea, aunque la empresa que lo figuró tuvo actividad entre 1903 y 1908, nunca realizaron la línea. En 1943 gobierno retoma la idea y en 1944 semi-construye el tramo entre Pravia y Cornellana. La línea se abandona a mediados de los 1950, sin haber nunca operado un tren por el trazado.

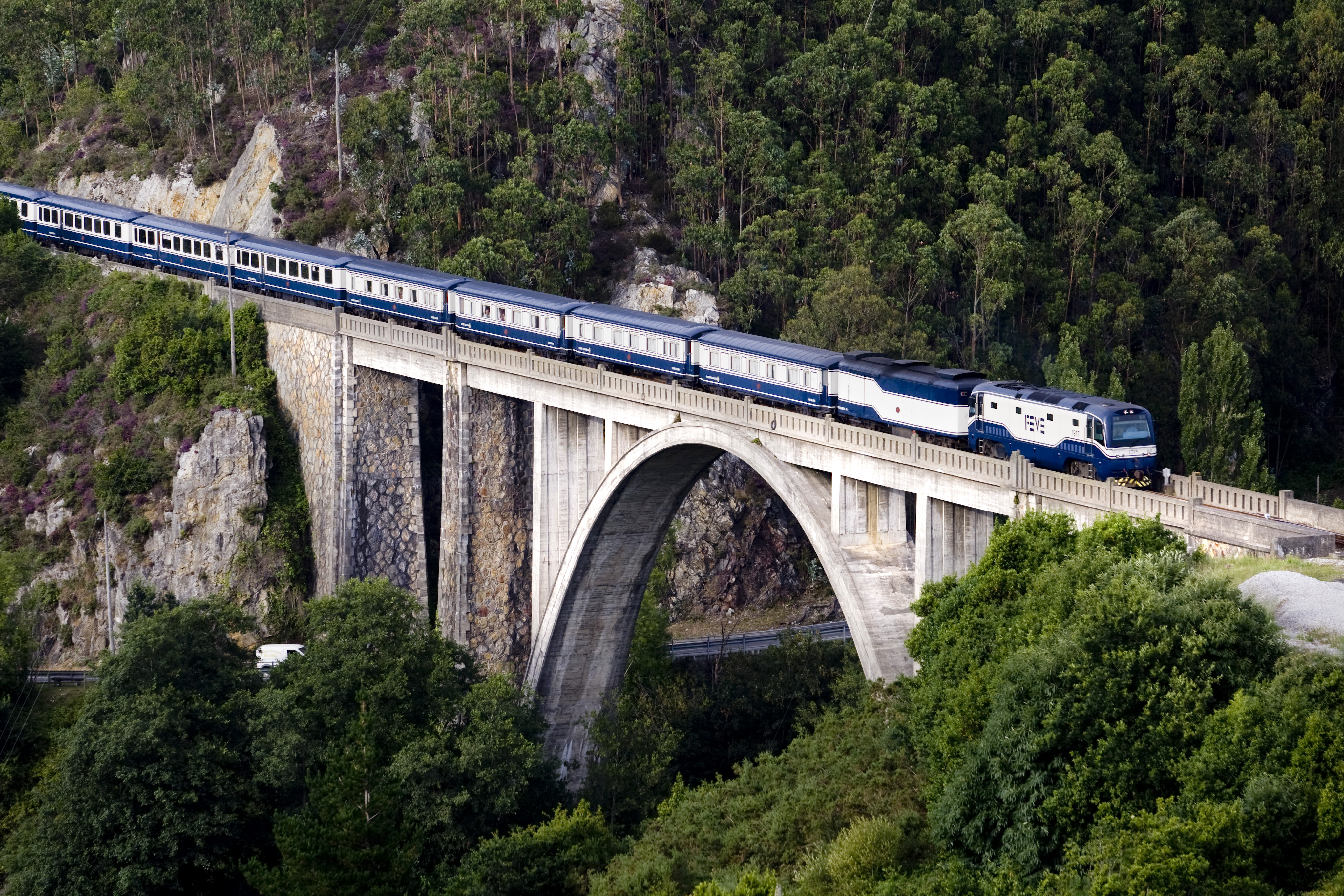
El Transcantábrico atravesando el viaducto de Luarca (Asturias).

### Ferrocarril de Ferrol a Gijón, 1972
La línea de Ferrol a Gijón es una de las más largas de Asturias y a su vez la que más tardó en construirse, puesto que fue ideada en 1886 y finalizada en 1972. En 1886 el Congreso de los Diputados aprueba la construcción de un ferrocarril de carácter secundario de ancho métrico que sirviera de conexión entre la base naval de El Ferrol y la producción armamentística y siderúrgica de Asturias. En 1906 se esclarece mejor el proyecto aunque no sería hasta 1921 cuando se empieza a construir la línea. En 1956 el primer tramo asturiano (Pravia-Avilés) es inaugurado y gestionado por el Ferrocarril de Carreño. En 1962 se inaugura un importante tramo entre Pravia y Luarca y en 1968 el trazado se extiende hasta la estación de El Humedal, aprovechando el recorrido del Carreño entre Avilés y Gijón. Finalmente, en 1972 se inaugura el tramo Vegadeo-Luarca permitiendo así la conexión con Galicia y acabando unas obras de 51 años de duración.
Actualmente la línea es operada por Renfe Cercanías AM mediante la línea C-4, que conecta Gijón con Avilés, Pravia y Cudillero y por la línea R-1 Ferrol-Oviedo, que en San Esteban de Pravia se desvía a Oviedo.

## Origen de las líneas de ancho ibérico

### Ferrocarril León-Gijón, 1884

Mapa de la rampa de Pajares

En 1863 llega a León el primer tren, procedente de Palencia y, a su vez, de Madrid. La Compañía del Noroeste se propone entonces alargar la línea tanto a La Coruña como a Asturias, recibe la concesión de esta última línea en 1864. En 1872 la línea se estanca en Busdongo, a los pies de la Cordillera Cantábrica, en León. Sin embargo, en julio de 1874 se inaugura la línea Pola de Lena-Gijón, que supone el primer ferrocarril que vertebraría Asturias. En 1881 el trazado alcanzaría Puente de los Fierros, quedando únicamente unir Busdongo con esta localidad atravesando toda la cornisa. Se tardarían 4 años, de 1880 a 1884, en salvar los 817 metros de desnivel entre ambas partes. Para ello, se tuvo que construir la Rampa de Pajares, enorme infraestructura que mediante un sistema de túneles y viaductos cruza el puerto de Pajares. El 15 de agosto de 1884 los reyes Alfonso XII y María Cristina inauguran la línea usando las locomotoras «Don Pelayo» y «Jovellanos».
La línea se construiría en ancho ibérico, fue diseñada por Salustio González Regueral e iba principalmente destinada al transporte de pasajeros, como destacan las estaciones de Gijón; estación del Norte, y de Oviedo; estación del Norte, ambas de 1874.
La empresa que iniciaría las obras sería la Compañía del Noroeste, que quebraría en 1878 y sería reemplazada por la Compañía de los Ferrocarriles de Asturias, Galicia y León que a su vez sería absorbida por la Compañía del Norte en 1885. En 1941 la empresa estatal RENFE expropia a Norte y la línea pasa a estar gestionada y operada por dicha empresa hasta la actualidad, donde la opera Renfe y gestiona Adif.
En la actualidad la línea es operada por Renfe mediante las líneas C-1, C-2 y C-3 de Cercanías así como con servicios Media y Larga Distancia e incluso servicios de Alta Velocidad en un futuro.

### Línea Villabona-San Juan de Nieva, 1890
Esta línea surge como ramal de la línea de León a Gijón con el objetivo de prolongar el ferrocarril desde Villabona hasta San Juan de Nieva. El proyecto es originado por la Compañía de los Ferrocarriles de Asturias, Galicia y León, que recibe la concesión en 1885. En julio de 1890 la compañía Norte inaugura el tramo Villabona-Avilés y en 1894 completa la línea en la estación de San Juan de Nieva. En 1941 la empresa estatal RENFE expropia a Norte y la línea pasa a estar gestionada y operada por dicha empresa hasta la actualidad, donde la opera Renfe y gestiona Adif. Actualmente la línea es operada únicamente por Renfe Cercanías mediante la C-3, San Juan de Nieva-Avilés-Oviedo.

### Línea Soto de Rey-El Entrego, 1894
En 1886 el conde Armando Sizzo-Noris solicita construir un ramal entre la línea León-Gijón y el valle del Nalón. Le es aprobada la concesión pero se la vende a Norte, que en 1894 inaugura el ramal, que sale desde Soto del Rey y llega hasta El Entrego. Esta línea sería usada por Duro-Felguera para la construcción de varios ramales que conectaran sus minas entre 1894 y 1899.
Actualmente toda la línea forma parte del trayecto de la línea C-2 entre Oviedo y El Entrego.

### Ferrocarril de San Martín a Lieres, Gijón y El Musel 1901, (No realizado)
En 1901 se funda la Compañía de los Ferro-Carriles San Martín a Lieres, Gijón y El Musel con capital del Crédito Industrial Gijonés. El objetivo de la empresa era crear un ferrocarril que, desde Sotrondio, circulara hasta el puerto de El Musel pasando por Lieres. Esto suponía un trazado más directo que el Ferrocarril de Langreo, que sería su competencia directa. En 1910 dos empresas constructoras demandan a la compañía por impago. En 1916 la empresa se declara en quiebra y se suspenden las obras. Los tramos construidos en el concejo de Gijón fueron aprovechados para la construcción del Ferrocarril de La Camocha en 1946, actual vía verde.

### Línea Aboño-Veriña-El Musel, 1907
Esta línea se trata de un ramal construido para permitir la conexión ferroviaria del puerto de El Musel con el ferrocarril León-Gijón (propiedad de Norte) y el ferrocarril de Langreo desde la estación de Veriña. El trazado tendría triple vía, permitiendo circular ancho métrico y ancho ibérico. La línea sería concesionada en 1900 y sería impulsada por el Crédito Industrial Gijonés, destinada a la circulación de los trenes de Norte, de Langreo, de Carreño y de San Martín a El Musel.

### Ferrocarril de La Camocha, 1949-1986

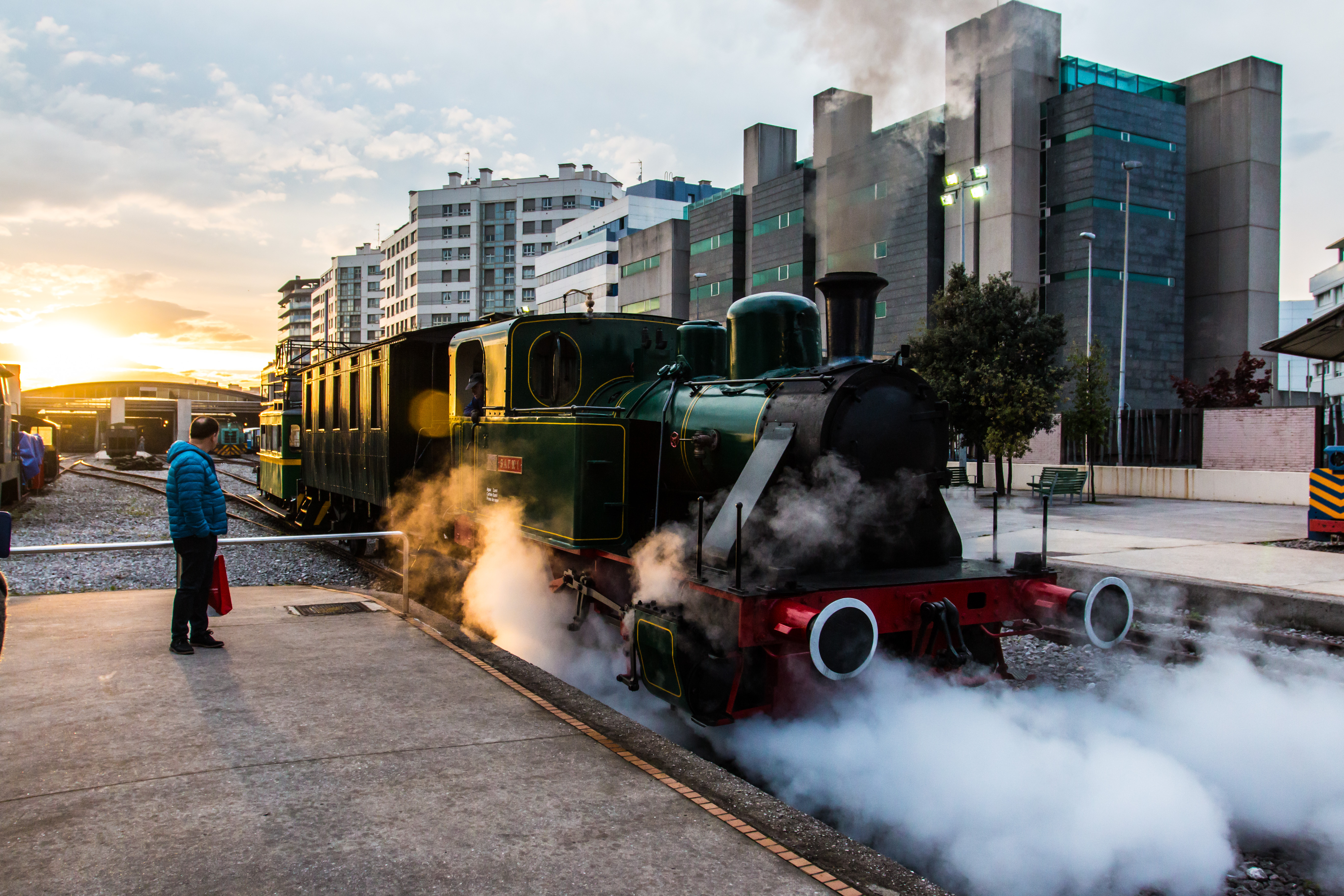
Locomotora del ferrocarril de La Camocha adquirida en 1952 en el Museo del Ferrocarril de Asturias.

La Mina La Camocha, ubicada en la parte central del concejo de Gijón, tenía serios problemas para el transporte del carbón extraído, que debía hacerse por carreteras en mal estado. A principios de los 1940 se plantea el aprovechamiento de las secciones construidas años atrás por el Ferrocarril de San Martín a Lieres, Gijón y El Musel, que estaban abandonadas, y así poder darle una salida directa al carbón desde la mina hasta El Musel. El proyecto recibe en julio de 1942 el apoyo del Ministerio de Industria y por ende de RENFE, que se encarga de construir y gestionar las vías aunque recibiendo fondos de Felgueroso S.A., empresa propiedad de la mina que estaba liderada por los Hermanos Felgueroso. Las obras comienzan en 1946 y el 26 de agosto de 1949 Francisco Franco inaugura el trayecto, de unos 10 km entre la estación de Veriña y la mina. La vía era de ancho ibérico sin electrificar.
La inauguración de ENSIDESA y del parque de carbones de Aboño da al carbón camochano una nueva salida aparte de al puerto de El Musel. Sin embargo, la bajada de extracción llevó al ferrocarril a su desaparición, circulando el último tren dirección Aboño el día 1 de agosto de 1986. En 1994 se encarga la conversión del trayecto en una vía verde, que se inaugura el 5 de junio de 1998 contando con prácticamente con todo el recorrido del antiguo ferrocarril, exceptuando el tramo final en Veriña.

### Ferrocarril de Tudela-Veguin a Lugo de Llanera, 1957
Se trata de un ramal entre la línea Soto del Rey-El Entrego y la línea León-Gijón, destinado a acortar las distancias ferroviarias entre el mar y la cuenca del Nalón, al no tener que pasar por Oviedo. El enlace comenzaría en Tudela-Veguin y finalizaría en Lugo de Llanera, usándose un túnel para solucionar parte del trazado. Fue adjudicada en 1946 e inaugura el 16 de septiembre de 1957 por RENFE.

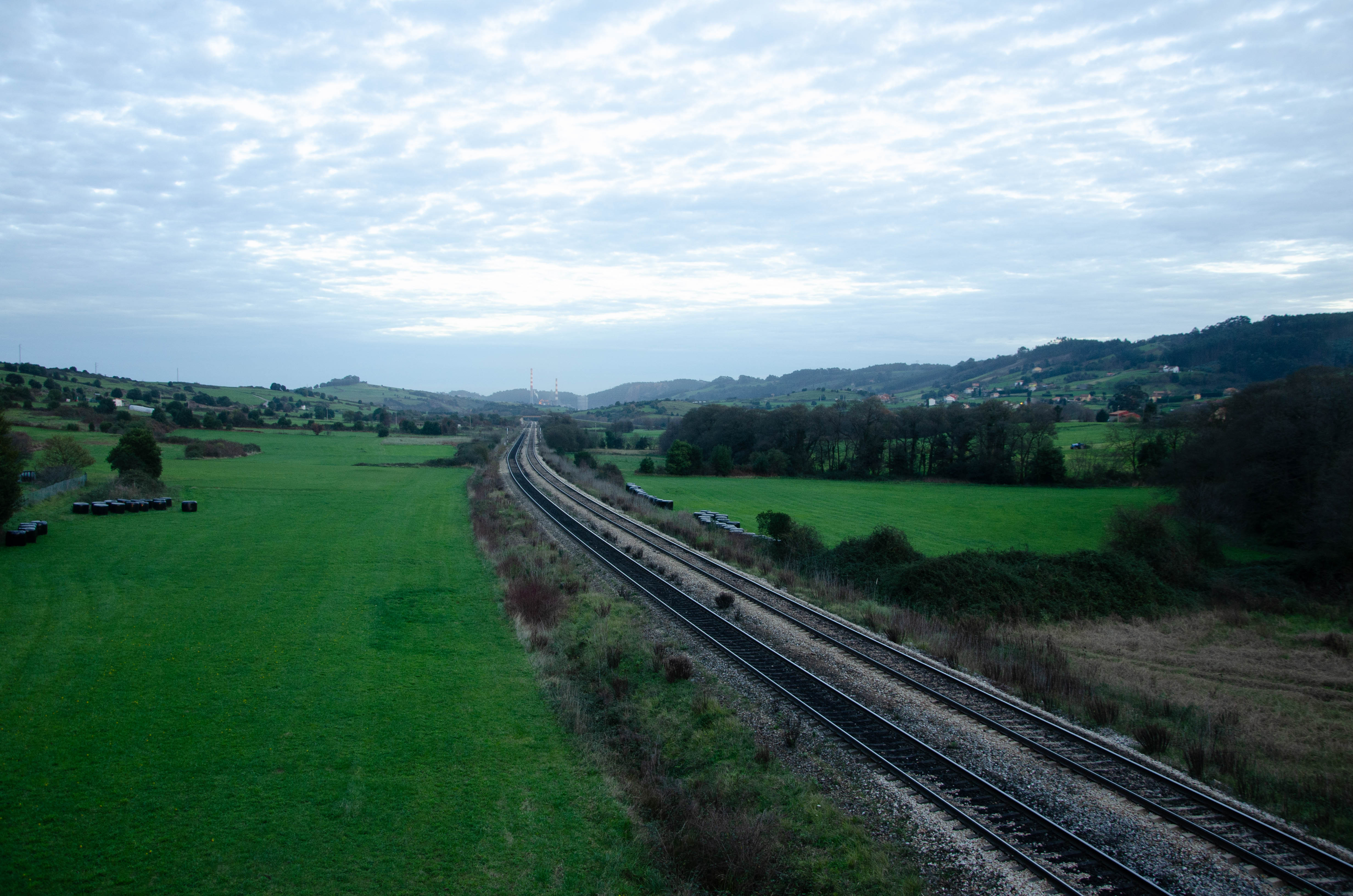
El ferrocarril de El Valle (o línea Trasona-Aboño) es el penúltimo ferrocarril construido en la región detrás de la LAV León-Asturias

### Ferrocarril de El Valle, 1973
Esta línea surge con un propósito meramente industrial, destinado a conectar a las siderúrgicas de ENSIDESA, en Avilés, con la de Uninsa, en Gijón. En 1972 comienzan las obras y el 9 de junio de 1973 se concluyen, empezando la línea en el trazado interno ya existente de ENSIDESA y finalizando en el ramal de Aboño a Veriña de la línea León-Gijón. El ferrocarril se usa para el transporte de arrabio (hierro fundido). En 1997 abre un túnel de dos kilómetros bajo el monte Areo, evitando entrar en el ramal de Aboño a Veriña (RENFE) y permitiendo una conexión directa con la factoría de Veriña. La línea es de ancho ibérico y es totalmente privada, perteneciente a ArcelorMittal.

## Actualidad

### Aparición de FEVE

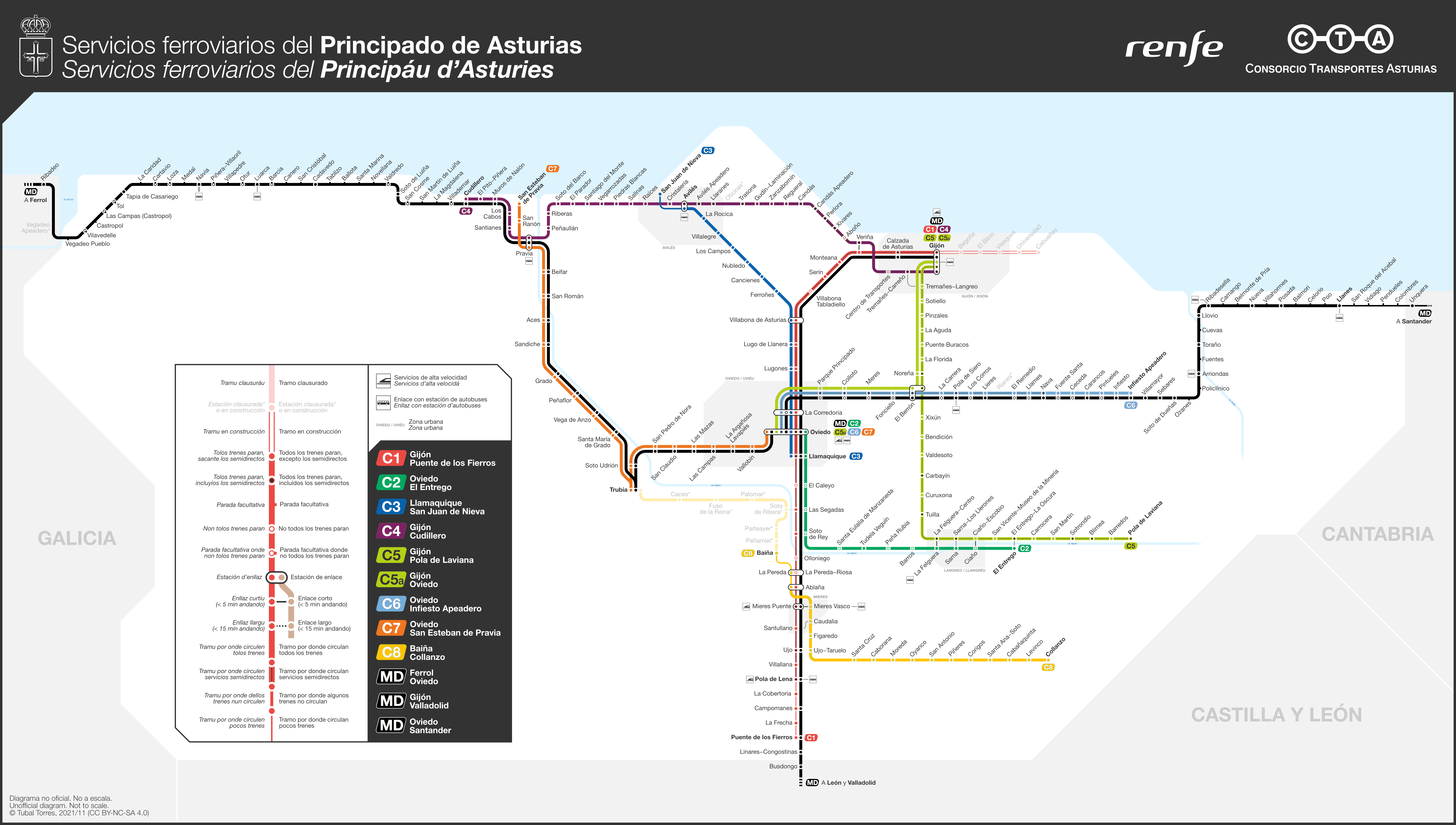
Mapa de los servicios ferroviarios en Asturias. La mayoría de líneas, de origen minero e industrial, perdieron dicha función y actualmente son usadas para el transporte de viajeros.

Con la paulatina desindustrialización de la región a partir de finales de los años 1970, el principal motor del ferrocarril asturiano, la minería e industria, ve disminuido su poder. Reflejo de esto es la absorción por parte de FEVE en 1972 de las compañías de ferrocarril, que, al ser de vía estrecha, no habían sido nacionalizadas por RENFE en 1941. Entre las compañías que fueron integradas en FEVE estaban el ferrocarril de Langreo, de Trubia, de Carreño... Las distintas condiciones técnicas de cada una de ellas, especialmente el ancho de vía, llevaría a FEVE a su homogeneización paulatina. En 2012, los servicios de FEVE son adquiridos por Renfe (Operando en la actualidad como Renfe Cercanías AM) y sus infraestructuras por Adif.

### Aparición del núcleo de cercanías de Asturias
Los cambios de movilidad interurbanos que empiezan a surgir a partir de los años 1980 lleva a RENFE a crear la división Renfe Cercanías, cuyo objetivo era operar servicios de transporte masivo aprovechando los ferrocarriles prexistentes de los grandes núcleos urbanos. Además, esto serviría para unificar y homogeneizar el amasijo de líneas de pasajeros existentes, destinadas a viajes de media y larga distancia, relegando el transporte de proximidad a la red viaria. De esta manera se funda en 1988 la Unidad de Negocio Cercanías, primera división comercial de RENFE y actualmente Renfe Cercanías. Su fundador fue el ingeniero Javier Bustinduy. En Asturias aparece el núcleo de cercanías de Asturias, que combina tres líneas de Renfe Cercanías y seis de Renfe Cercanías AM.

### El metrotrén de Álvarez-Cascos

Mapa a escala de Cercanías Asturias.

En abril del año 2000, el por entonces vicepresidente del Gobierno y futuro ministro de Fomento, Francisco Álvarez-Cascos, presenta un ambicioso programa ferroviario como buque insignia del PP para las elecciones generales del 12 de marzo. Este proyecto recogía una reformulación y homogeneización del tráfico ferroviario en el área metropolitana de Asturias, de ahí que fuera conocido como metrotrén. El plan prometía sustanciales mejoras en los tiempos de viaje, la rehabilitación de estaciones y trazados ferroviarios y la construcción de nuevos apeaderos (como La Corredoria y Llamaquique, en Oviedo). Sin embargo, su actuación principal estaba en Gijón y era la construcción de un túnel de gran longitud, pudiendo así completar el Plan de Vías de dicha ciudad. El túnel, debido a su importancia acabó siendo conocido como el Metrotrén.

### Remodelaciones urbanas
La existencia de una gran penetración urbana del ferrocarril en los núcleos urbanos llevó a partir de los años 1980 y 1990 a su paulatina eliminación. También se pretendía homogeneizar las estaciones, construidas por distintas compañías en diversas localizaciones de las ciudades que impedían una correcta intermodalidad. Es por ello que en Gijón y en Oviedo se desarrollan do proyectos destinados a eliminar estos problemas: El Cinturón Verde en Oviedo y el Plan de Vías en Gijón, que incluía el Metrotrén. 

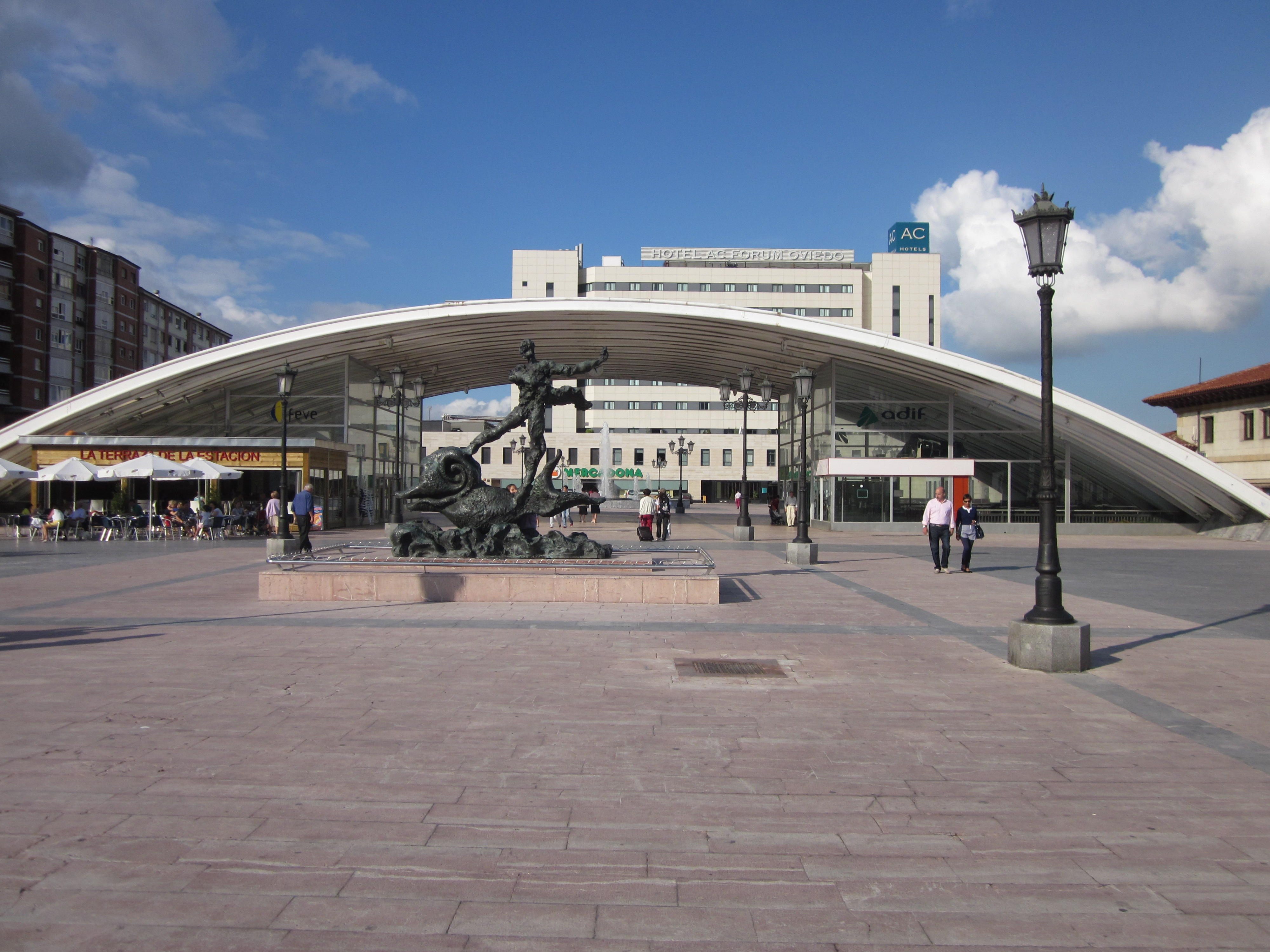
La Losa, sobre la estación de Oviedo

#### Cinturón Verde de Oviedo
El Proyecto de Remodelación de Trazados y Estaciones de Feve (Más conocido como Operación Cinturón Verde) fue un proyecto urbanístico aplicado al contexto ferroviario de la ciudad de Oviedo e inmediaciones en la década de los años 1990. El proyecto buscaba solucionar las distintas brechas urbanas que presentaba la gran penetración de las vías de ancho métrico así como centralizar los servicios en la estación del Norte. En 1998 la estación de Oviedo es cubierta con una gran losa y es ampliada, de tal manera que en 1999 los servicios ferroviarios de FEVE  —que operaban en Oviedo-Jovellanos y Oviedo-Económicos— se traspasan a dicha estación y se procede a la demolición de las anteriores. Para ello se hizo preciso convertir la línea Trubia-Oviedo al ancho métrico, lo que permitiría cerrar la línea Oviedo-Fuso de la Reina, que se abriría como vía verde. Los terrenos liberados se urbanizarían con viviendas, equipamientos y zonas verdes.

#### Plan de Vías de Gijón

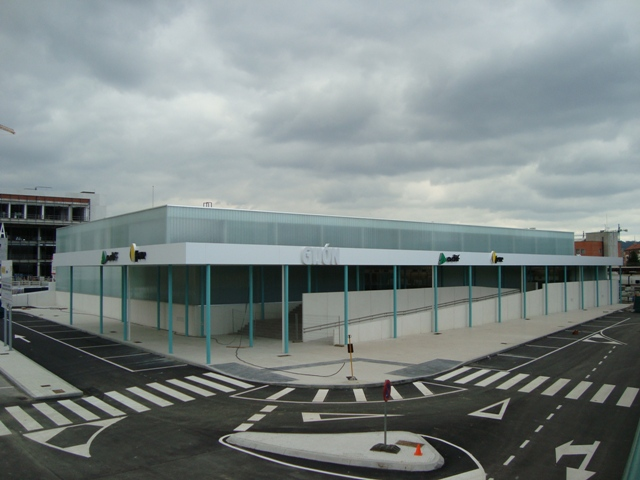
Estación Provisional de Sanz Crespo, 2011

En la década de los 1980 la ciudad de Gijón se propone homogeneizar sus servicios ferroviarios mediante la clausura de la estación del Norte (1874) y la construcción de una nueva estación: Gijón-Jovellanos, abierta en 1990, a la vez que se reforma en la estación de El Humedal. La estación del Norte se reconvierte en 1998 como Museo del Ferrocarril de Asturias. Sin embargo, esto no solucionaba el problema de la enorme penetración ferroviaria hasta el centro de la ciudad y, además, seguía habiendo dos estaciones diferenciadas. Es por ello que en la década del 2000 se lleva a cabo el Plan de Vías, que consistía en la demolición de las estaciones de El Humedal y Gijón-Jovellanos, la construcción de una Estación Intermodal, la preparación de la ciudad para el AVE y la penetración subterránea en la ciudad de Cercanías mediante el Metrotrén. En la actualidad se han demolido la estaciones y construido parcialmente el Metrotrén, faltando la Estación Intermodal, que debe acabar con la provisionalidad de la estación de Gijón-Sanz Crespo, abierta en 2011.

##### Metrotrén de Gijón
El metrotrén es una infraestructura subterránea semi-construido entre 2003 y 2006 e inactivo desde entonces. El proyecto consiste en la penetración de la línea C-1 por todo el casco urbano de la ciudad hasta finalizar en el Hospital de Cabueñes.

## Origen de la alta velocidad en Asturias

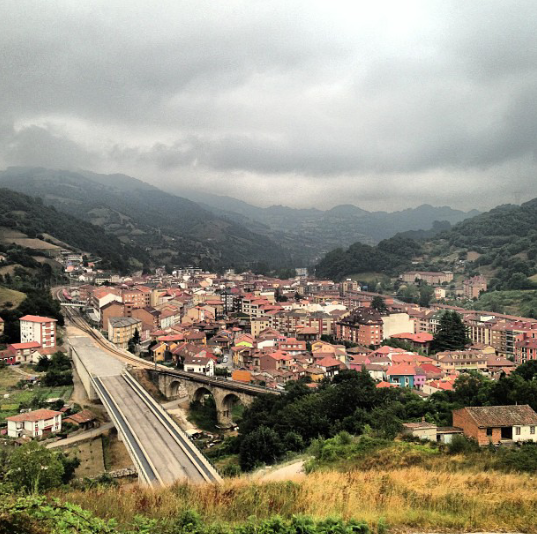
Desemboque de la Variante de Pajares en Pola de Lena, lugar donde habrá un intercambiador para poder circular por el ferrocarril prexistente.

La alta velocidad ferroviaria en España se inició en 1992 con la línea de alta velocidad Madrid-Sevilla. Desde entonces multitud de provincias recibieron los servicios de los trenes de alta velocidad AVE. En septiembre de 2015 se inaugura la línea de alta velocidad Valladolid-Palencia-León, lo que permite la prolongación de la línea hasta Gijón desde León mediante la línea de alta velocidad León-Asturias. La Variante de Pajares será el tramo principal de esta línea y está comprendido desde Pola de Lena hasta La Robla, atravesando la cordillera Cantábrica haciendo uso de los túneles de Pajares. El proyecto fue licitado por bloques entre 2003 y 2004. Las obras empezaron en 2005 y prometían finalizarse en 2010, sin embargo, un gran número de problemas, relacionados en su mayoría con filtraciones de agua, atrasó su apertura hasta comienzos de 2023. Además, aunque los túneles contarán con ancho internacional, usado por los trenes AVE, a partir de Pola de Lena el trazado se hará por la línea León-Gijón, al descartarse la construcción en alta velocidad del recorrido Pola de Lena-Oviedo-Gijón.